# Sigrid Nunez

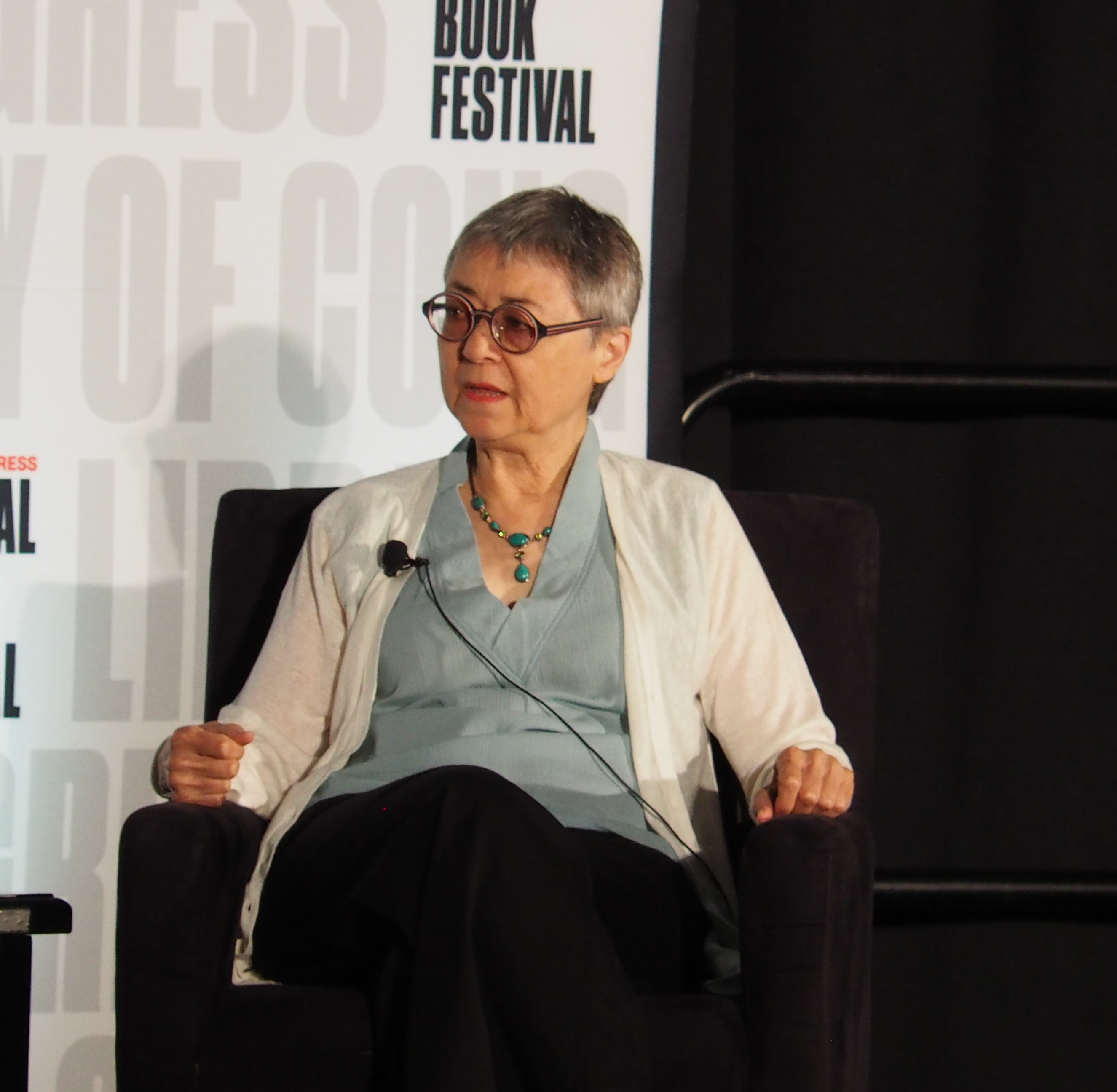
Sigrid Nunez (2019)

Sigrid Nunez (geboren 22. März 1951 in New York City) ist eine US-amerikanische Schriftstellerin.

## Leben
Sigrid Nunez’ Vater war chinesisch-panamaischer Abstammung, ihre Mutter Deutsche. Beide lernten sich am Ende des Zweiten Weltkriegs in Deutschland kennen, wo der Vater als Soldat der US-Army stationiert war. Das Ehepaar lebte zwei Jahre in Schwäbisch Gmünd und ging dann nach New York. Der Vater fand dort Arbeit in einer Krankenhausküche und als Kellner. Er sprach nur schlecht Englisch. Nunez’ deutsche Mutter lernte die Sprache zwar schnell, bereute aber, in die USA ausgewandert zu sein. Die Eltern konnten sich mangels einer gemeinsamen Sprache nur schwer miteinander verständigen.
Nunez wuchs in Staten Island in einem Wohnblock des sozialen Wohnungsbaus mit zwei Schwestern auf. Schon als Kind wollte sie Schriftstellerin werden. Sie studierte am Barnard College (B.A. 1972) und erwarb an der Columbia University den akademischen Titel Master of Fine Arts. Nach dem Studium arbeitete sie zunächst als Redaktionsassistentin bei The New York Review of Books. Durch diese Arbeit kam sie in Kontakt mit der Schriftstellerin Susan Sontag. Sie war eine Zeit mit David Rieff, Sontags Sohn, liiert und wohnte mit den beiden in Sontags Apartment am Riverside Drive in New York.
Nunez hatte verschiedene Lehraufträge in Kreativem Schreiben, so am Amherst College, am Smith College und an der Columbia University. In einem Interview gab sie zu Protokoll, jeden Tag zu schreiben, was ihr leicht falle, da sie nur halbtags als Dozentin arbeite und keine Familie habe.
Ihren ersten Roman Wie eine Feder auf dem Atem Gottes veröffentlichte sie erst mit Mitte 40, 1996. Die Erzählungen darin über ihren Vater und ihre Mutter erforschten, woher sie kam und welche elterlichen Unschlüssigkeiten, Verluste und unerfüllten Sehnsüchte sie geprägt haben könnten. Der Debütroman ohne Plot erschien 2022 in neuer Übersetzung. Das Buch war Finalist für den PEN/Hemingway Award für First Fiction und den Barnes & Noble Discover New Writers Award.
Nunez wurde 2003 zum Mitglied der American Academy of Arts and Sciences gewählt. Sie war 2005 Fellow an der American Academy in Berlin. 2018 erhielt sie für den Roman The Friend einen National Book Award. Im Jahr 2020 wurde ihr ein Guggenheim-Stipendium zuerkannt, 2021 wurde sie in die American Academy of Arts and Letters gewählt.
Im Jahr 2024 wurden ihre Romane The Friend und What Are you Going Through von Scott McGehee und David Siegel (Loyal Friend) beziehungsweise Pedro Almodóvar (The Room Next Door) verfilmt.

## Werke
- A Feather on the Breath of God (1995)
  - Wie eine Feder auf dem Atem Gottes. Roman. Übersetzung Bernhard Robben. Knaus, München 1996, ISBN 978-3-8135-0004-2
  - Neuübersetzung: Wie eine Feder auf dem Atem Gottes. Roman. Übersetzung von Anette Grube. Aufbau, Berlin 2022, ISBN 978-3-351-03876-2.[9]
- Naked Sleeper (1996)
  - In Liebe, Lyle. Roman. Übersetzung Elke Link. Goldmann, München 1999, ISBN 978-3-442-72506-9
- Mitz: The Marmoset of Bloomsbury (1998)
  - Das Krallenäffchen. Ein Virginia-Woolf-Roman. Übersetzung Liselotte Prugger. Goldmann, München 2001, ISBN 978-3-442-72405-5
- For Rouenna (2001)
  - Für Rouenna. Roman. Übersetzung Anette Grube. ISBN 978-3-630-87124-0
- The Last of Her Kind (2006)
- Salvation City (2010)
- Sempre Susan: A Memoir of Susan Sontag (2011)
  - Sempre Susan – Erinnerungen an Susan Sontag. Übers. Anette Grube. Aufbau, Berlin 2020, ISBN 978-3-351-03849-6
- The Friend (2018)
  - Der Freund. Roman. Übersetzung Anette Grube. Aufbau, Berlin 2020, ISBN 978-3-351-03486-3
- What Are you Going Through (2020)
  - Was fehlt dir. Übersetzung Anette Grube. Aufbau, Berlin 2021, ISBN 978-3-351-03875-5
- The Vulnerables (2023)
  - Die Verletzlichen. Roman. Übersetzung von Anette Grube. Aufbau, Berlin 2024, ISBN 978-3-351-04198-4[10]

## Verfilmungen
- Loyal Friend (The Friend) (2024), Regie: Scott McGehee, David Siegel (Adaption von The Friend)
- The Room Next Door (2024), Regie: Pedro Almodóvar (Adaption von What Are you Going Through)